# Bärglistock
Le Bärglistock est un sommet des Alpes bernoises, en Suisse, situé dans le canton de Berne, qui culmine à 3 655 m d'altitude.
Situé juste au nord-ouest de l'Ankenbälli et au sud du Rosenhorn, il est entouré de glaciers : le glacier supérieur de Grindelwald à l'ouest, le glacier du Lauteraar au sud et le glacier du Gauli à l'est.